# Maurice Muhatia Makumba
Maurice Muhatia Makumba (* 19. Mai 1968 in Lirhanda) ist ein kenianischer Geistlicher und römisch-katholischer Erzbischof von Kisumu.

## Leben
Maurice Muhatia Makumba studierte Philosophie am Priesterseminar St. Augustine und Katholische Theologie am nationalen Priesterseminar St. Thomas Aquinas. Am 15. Oktober 1994 empfing er das Sakrament der Priesterweihe für das Bistum Kakamega.
Muhatia Makumba war zunächst als Pfarrvikar der Pfarrei St. Joseph in Kakamega tätig, bevor er 1995 Vizerektor und Lehrer am Kleinen Seminar St. Peter in Makumu wurde. 1998 wurde Maurice Muhatia Makumba für weiterführende Studien nach Rom entsandt, wo er an der Päpstlichen Universität Santa Croce ein Lizenziat im Fach Philosophie erwarb und 2002 mit einer Arbeit über den Personenbegriff im Werk Edith Steins in dieser Disziplin promoviert wurde. Nach der Rückkehr in seine Heimat wurde er Subregens und Dozent am Priesterseminar St. Augustine sowie 2003 zusätzlich Mitglied des Konsultorenkollegiums des Bistums Kakamega. Von 2005 bis 2007 wirkte er als Regens ad interim des Priesterseminars St. Mathias Mulumba in Tindinyo. Ab 2007 war Maurice Muhatia Makumba Regens des nationalen Priesterseminars St. Thomas Aquinas und ab 2008 zudem Sekretär der Kommission für die Glaubenslehre der Kenianischen Bischofskonferenz.
Papst Benedikt XVI. ernannte ihn am 19. Dezember 2009 zum Bischof von Nakuru. Die Bischofsweihe spendete ihm der Erzbischof von Nairobi, John Kardinal Njue, am 27. Februar des nächsten Jahres; Mitkonsekratoren waren Philip Arnold Subira Anyolo, Bischof von Homa Bay, und Philip Sulumeti, Bischof von Kakamega. Sein Wahlspruch Ut unum sint („Damit sie eins seien“) stammt aus Joh 17,11 . Am 20. November 2021 wurde Maurice Muhatia Makumba zusätzlich Apostolischer Administrator des Erzbistums Kisumu. Seit Juli 2021 ist er zudem Vizepräsident der Kenianischen Bischofskonferenz.
Am 18. Februar 2022 bestellte ihn Papst Franziskus zum Erzbischof von Kisumu.

## Schriften
- The human person in Edith Stein. Pontificia Universitas Sanctae Crucis. Facultas philosophiae, Rom 2002, OCLC 1203470657.
- Natural theology. With African annotations. Paulines Publications Africa, Nairobi 2006, ISBN 978-9966-08-181-0.
- An introduction to African philosophy. Past and present. Paulines Publications Africa, Nairobi 2014, ISBN 978-9966-08-296-1.